# Dějiny Prahy 1974–1980

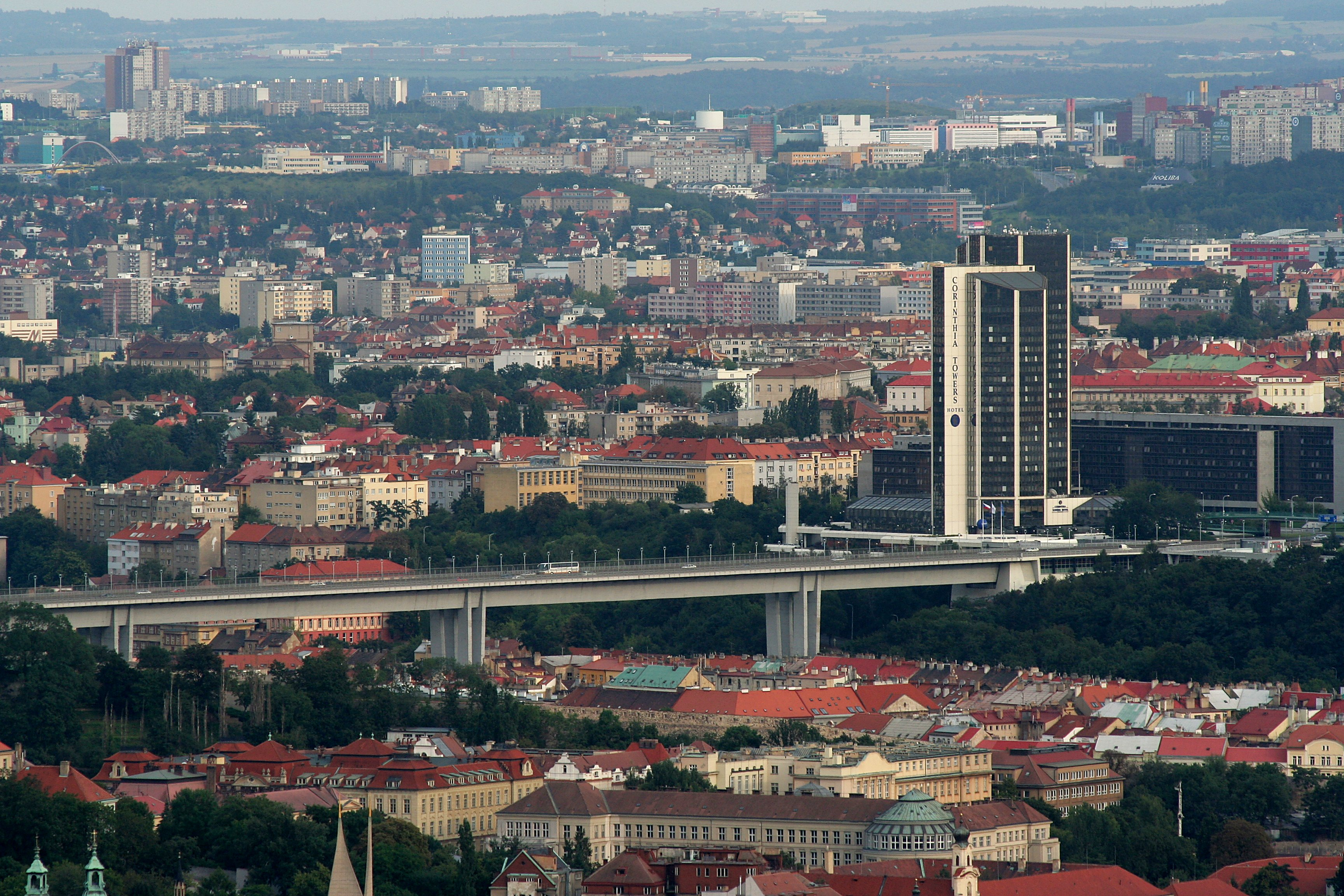
Nuselský most (dříve Most Klementa Gottwalda) a hotel Corinthia Towers (dříve Hotel Forum)

Období těchto šesti let (1974 až 1980) v dějinách tehdy československé metropole symbolizuje rozvoj panelových sídlišť, zavedení metra, výstavba magistrály, ale také tuhá normalizace a jistý úpadek kultury a tvůrčí svobody.
Jaro a později léto roku 1974 bylo v dějinách Prahy ve znamení mnoha změn. 9. května k výročí 25 let od osvobození Česka a Slovenska Rudou armádou bylo otevřeno metro (první sedmikilometrový úsek z budoucích několika desítek celkem tří linek) a vyřazeny staré předválečné tramvaje. 1. července pak bylo připojeno dalších zhruba 30 obcí, převážně na jihu a východě města, na severu se v některých místech naopak hranice neposunuly vůbec. Tato změna měla svůj význam; byla připravena plocha pro výstavbu budoucích velkých sídlišť, jakými bylo například Jižní či Jihozápadní město. Počítalo se ještě i se vznikem velkého sídlištního celku v oblasti Hájku a Dubče, od tohoto plánu se však nakonec ustoupilo.
V silniční dopravě také docházelo k jistým změnám. Zrušeny byly mnohé tramvajové tratě, převážně v centru a na jihu města. Začala se postupně budovat Severojižní magistrála a objevily se první plány městského a dalších okruhů. Tam, kde okolí nezměnilo metro, byly zavedeny alespoň autobusové linky. Od roku 1979 začala fungovat nová odbavovací hala pražského Hlavního nádraží.

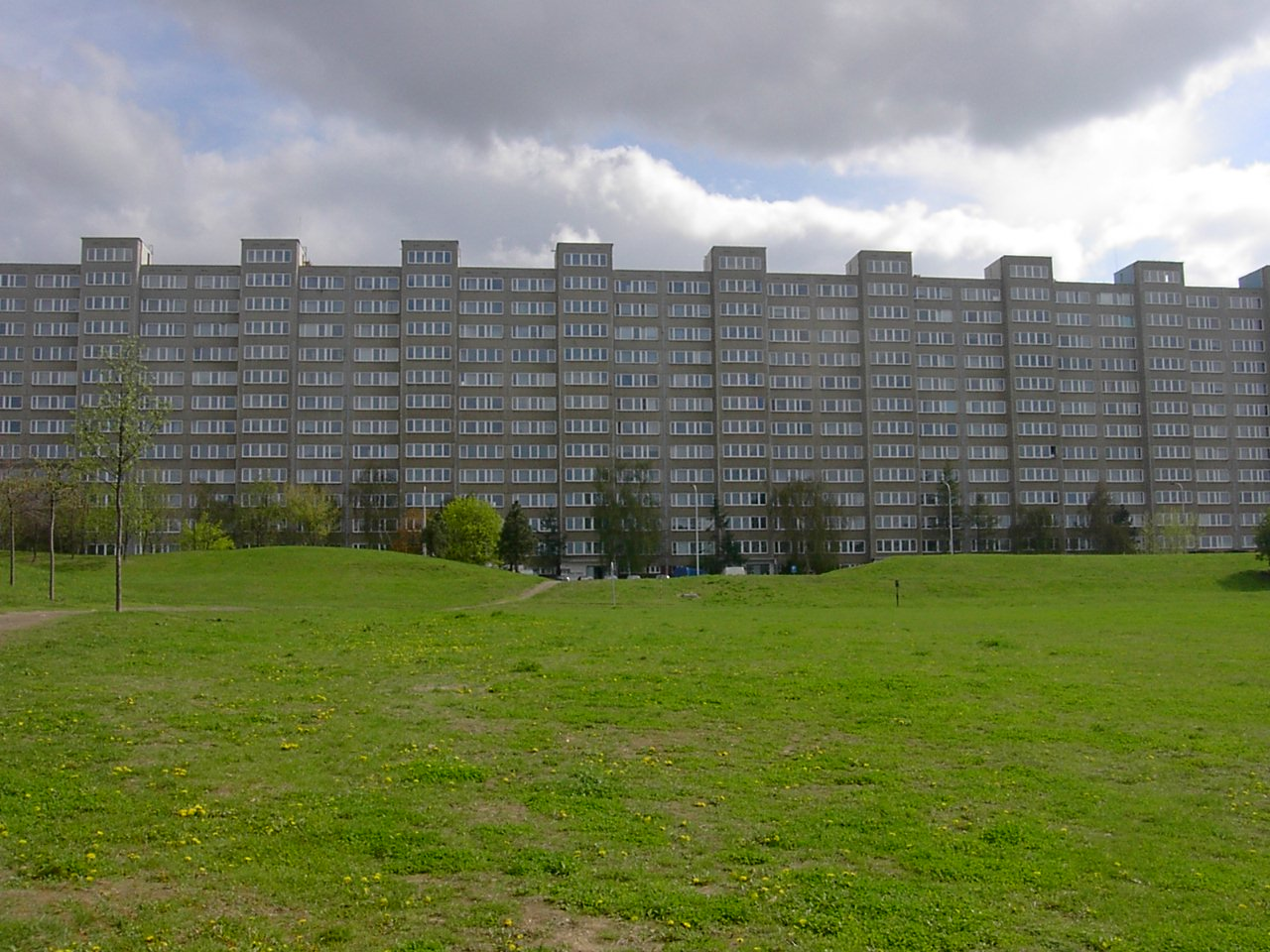
V této době dosáhla výstavba panelových domů ohromných rozměrů – během několika let vznikla sídliště pro desetitisíce lidí. Mezi největší z nich patří Jižní město, odkud je i tento velký panelový dům.

V politice celé země měla dominantní postavení KSČ; mnozí lidé se systémem jedné vedoucí strany a permanentní vládní koalice Národní fronty nesouhlasili. Praha tak byla jistým centrem odporu vůči režimu, který představovala v akademických a kulturních kruzích Charta 77, organizace spisovatelů, herců a dalších osob veřejného života, která vznikla právě v metropoli. Aby tehdejší vládnoucí moc manifestovala svoji odhodlanost a jednotu, založila tzv. Antichartu, jejíž velkolepý sjezd se ve městě o něco později též konal.
Tehdejší režim chtěl ukázat hospodářský rozvoj země a zároveň do jisté míry potlačit nespokojenost s nedostatkem spotřebního zboží. Po vzoru západoevropských zemí se tedy začaly v metropoli budovat velké obchodní domy (Kotva, Máj, DBK, Krone); a to převážně u stanic metra. Měly být ukázkou tehdy nejmodernější československé architektury. Architekti sice byli z ČSSR, výstavbu obchodních domů však musely v některých případech provést firmy ze západních zemí, vzhledem k nedostatkům v československém stavebnictví (hlavně v technologiích). Po svém otevření byly nové obchodní domy představovány jako symbol vyspělosti ekonomiky socialistického režimu.